# Azienda pubblica
Un'azienda pubblica è un'azienda il cui soggetto economico (che detiene il potere di decidere gli indirizzi strategici) è direttamente o indirettamente un istituto di diritto pubblico.

## Caratteristiche
Questa definizione dell'azienda pubblica, basata sul soggetto economico, è la preferita in dottrina, in quanto ritenuta più significativa; è possibile, però, anche una definizione basata sul soggetto giuridico (chi è parte dei rapporti giuridici che sorgono dall'attività aziendale), considerando pubbliche le aziende in cui tale soggetto è una persona giuridica di diritto pubblico, anche se generalmente non fa parte della pubblica amministrazione.
Le due definizioni non coincidono: ad esempio, una società per azioni controllata da un ente pubblico è azienda pubblica se si considera il soggetto economico, privata se si considera il soggetto giuridico. Oppure una società per azioni controllata da una società per azioni a sua volta controllata da un ente pubblico sarebbe un'azienda privata se si considerasse solo il controllo diretto, ma in realtà rimane un'azienda pubblica.
Il concetto economico di azienda pubblica non coincide con il concetto giuridico di ente pubblico, inteso come persona giuridica di diritto pubblico. Infatti, possono esserci aziende pubbliche che sono persone giuridiche di diritto privato (è il caso, già citato, delle società a partecipazione pubblica) o aziende pubbliche prive di personalità giuridica e, quindi, parte di un ente pubblico più ampio (è il caso delle aziende autonome). Infine, gli enti pubblici a carattere non economico tout court non sono ovviamente aziende: ad esempio, la scuola pubblica o il comune.

## Classificazione
Le aziende pubbliche possono classificarsi in:
- aziende pubbliche di produzione (c.d. imprese pubbliche)
- aziende pubbliche di erogazione (o di consumo)
- aziende pubbliche composte (o miste)

### Aziende pubbliche di produzione
Le aziende pubbliche di produzione (o imprese pubbliche) soddisfano bisogni della collettività tramite la produzione di beni o servizi che vendono sul mercato. Dovrebbero finanziarsi con i proventi della vendita (prezzi), senza ricorrere alle entrate fiscali, essendo soggette al vincolo di economicità che gli impone di chiudere i bilanci con utili idonei ad assicurare l'adeguata remunerazione del capitale investito; in realtà questo non sempre avviene, sovente a causa della scelta politica di vendere i beni o servizi prodotti ad un prezzo inferiore ai costi di produzione (il cosiddetto prezzo politico) addossando le conseguenti perdite al bilancio pubblico: si tratta di un modo indiretto, e poco trasparente, di sovvenzionare la produzione.
Le imprese pubbliche possono essere costituite in varie forme, ad esempio come aziende autonome, create all'interno di amministrazioni pubbliche, o come enti pubblici appositi (detti in Italia enti pubblici economici), ma la forma prevalente, in Italia e altri paesi, è oggi quella della società per azioni (o, più in generale, società di capitali) controllata da una o più amministrazioni pubbliche (società a partecipazione pubblica). Un caso particolare si ha quando l'esercizio dell'impresa è attribuito con una concessione ad un soggetto privato (concessionario), mentre la titolarità resta al soggetto pubblico, che mantiene poteri di direzione e vigilanza.
Tra le imprese italiane a partecipazione pubblica di diritto privato si possono ricordare la Tirrenia, l'Alitalia, le Ferrovie dello Stato e la RAI, tenendo presente che si è recentemente assistito alla privatizzazione di molte imprese un tempo pubbliche (ad esempio, Telecom Italia, INA Assitalia e molte banche, tra cui Cariplo, Istituto Bancario San Paolo di Torino, Comit e Credito Italiano).

### Aziende pubbliche di erogazione
Le aziende pubbliche di erogazione (o di consumo) erogano servizi alla collettività (aventi solitamente natura di beni pubblici: si pensi alla legislazione, alla difesa, alla tutela dell'ordine pubblico ecc.) cedendoli gratuitamente oppure a prezzi non remuneratori e finanziandosi con le entrate fiscali in modo diretto o attraverso trasferimenti da altre amministrazioni pubbliche. Queste aziende, a differenza delle precedenti, non svolgono attività produttive ma di consumo, soddisfacendo i bisogni della collettività attraverso il reperimento e il successivo impiego delle risorse necessarie. Anch'esse, però, sono soggette ad un vincolo di economicità, dovendo perseguire il pareggio di bilancio e la copertura dei costi economici.
La dottrina aziendale riconosce due categorie di aziende di erogazione:
- gli enti territoriali, che hanno tra i loro elementi costitutivi il territorio. Vi rientrano lo stato e gli enti territoriali locali (quali, in Italia, le regioni, le province, i comuni e le comunità montane);
- gli enti istituzionali, che non hanno tra i loro elementi costitutivi il territorio. Possono essere enti autonomi, come lo sono gli enti territoriali locali, o enti strumentali, se perseguono fini propri di un altro ente, sovente territoriale, al quale sono legati da vincoli di soggezione. Anche gli enti istituzionali possono essere nazionali (come, in Italia, l'INPS e l'Agenzia delle entrate) o locali (come, in Italia, le aziende sanitarie e le camere di commercio).

Solitamente in questo tipo di aziende alle attività di consumo si affiancano attività di produzione, in genere a supporto delle attività erogative stesse, che rimangono comunque primarie. In tali casi, dunque, si dovrebbe più propriamente parlare di aziende composte (o miste).

### Aziende pubbliche composte
Nelle aziende pubbliche composte (o miste) si svolgono attività sia di consumo che di produzione. Si tratta generalmente di aziende di erogazione nelle quali si svolgono anche attività produttive patrimoniali (investimenti e disinvestimenti con eventuale contrazione e estinzione dei necessari debiti di finanziamento, conseguimento dei redditi che ne derivano e sostenimento dei connessi oneri) o d'impresa (produzione di beni e servizi e loro vendita sul mercato). Tali processi produttivi hanno carattere strumentale rispetto al generale processo di erogazione, avendo soprattutto lo scopo di fornire i mezzi di consumo di cui si avvale, sicché la loro coesistenza non fa venire meno l'unitarietà dell'azienda.

### Societàin house
Le società in house (letteralmente, dall'inglese in casa) sono aziende pubbliche costituite in forma societaria, tipicamente società per azioni, il cui capitale è detenuto in toto o in parte, direttamente o indirettamente, da un ente pubblico che affida loro attività strumentali o di produzione.
La costituzione di tali società rappresenta una delle modalità con cui un ente può organizzarsi per erogare servizi di gestione interna (informatica, pulizie) o servizi pubblici (ad esempio trasporti, energia, igiene).
Anziché affidare un servizio all'esterno tramite procedura ad evidenza pubblica, stante la natura dell'in house che non permette di individuare alterità tra amministrazione e la propria società (sono cioè un unicum di fatto), si può procedere ad affidare direttamente il servizio alla società in house in deroga delle norme sulla concorrenza e dell'evidenza pubblica.
Il procedimento di creazione generalmente può essere riassunto:
- creando un'articolazione della propria struttura organizzativa;
- affidando i servizi direttamente in deroga a procedura ad evidenza pubblica;
- stipulando l'atto costitutivo della società.

## Nel mondo

### Unione Europea
Nell'Unione europea la materia è regolata dalla direttiva UE 24/2014.
L'ente che crea una società in house anziché affidare il servizio con procedura ad evidenza pubblica deve assimilare tale società ad una propria articolazione organizzativa grazie a due regole basilari:
- L'ente esercita sulla società in house un "controllo analogo" a quello esercitato sui propri servizi. Si concretizza nella nomina degli organi della società e nel fatto che le decisioni più importanti della società sono assunte dall'ente, o almeno con esso condivise.
- La società in house svolge tutte o la maggior parte delle proprie attività in favore dell'ente. In ragione del controllo analogo e della destinazione prevalente dell'attività.

La società in house non può considerarsi "terzo" rispetto all'ente controllante ma deve considerarsi come uno dei servizi propri dell'amministrazione stessa. Anche per questo motivo non è necessario che l'amministrazione bandisca procedure di evidenza pubblica per l'affidamento degli appalti di lavori, servizi e forniture affidati alla società in house.
Il rapporto tra l'ente pubblico e la società in house è regolato contrattualmente da un accordo denominato contratto di servizio o convenzione o disciplinare, pluriennale, che rappresenta una delle forme con cui l'ente esercita il controllo analogo sulla società. La direttiva 24/2014 innova profondamente l'in house providing della UE con profondi riflessi sulla situazione italiana, che ha sempre generato controversie con la Corte di giustizia dell'Unione europea.

### Italia
I casi più frequenti sono le società multiservizi e le aziende municipalizzate, costituite ad esempio:
- per erogazione di più servizi pubblici (come la raccolta ed il trasporto dei rifiuti, i servizi cimiteriali);
- per il trasporto pubblico locale;
- per la riscossione dei tributi.

Le principali società in house di enti nazionali italiani sono:
- del CONI la Coni Servizi SpA
- del Ministero per i beni e le attività culturali e per il turismo l'Arcus SpA e l'Ales SpA (Arcus SpA è stata incorporata, nel 2016, da Ales SpA)[6]
- del Ministero della difesa la Difesa Servizi SpA
- del Ministero dell'Economia e delle Finanze la Consap SpA, la Consip SpA, l'Istituto Poligrafico e Zecca dello Stato SpA e la Sogei SpA
- del Ministero delle Infrastrutture e dei Trasporti la Rete Autostrade Mediterranee SpA
- del Ministero del lavoro la Italia Lavoro SpA
- del Ministero dello sviluppo economico la Invitalia SpA
- del Comune di Roma, AMA (Roma) e ATAC

Tale tipologia di enti, pur non facendo parte della pubblica amministrazione italiana, talvolta devono ottemperare ad obblighi da essa imposti, o comunque previsti dalla legge in quanto svolgono attività di interesse pubblico.

### Belgio
Società controllate o partecipate dallo Stato belga:
- Società Nazionale delle Ferrovie del Belgio
- Infrabel
- RTBF e VRT
- Belgischer Rundfunk
- Proximus Group
- Aeroporto di Bruxelles-National
- Belfius

### Francia
La partecipazione statale avviene tramite la società Agence des participations de l'État (APE), ch epossiede o controlla o coordina alcune aziende, tra cui: ÉDF, Air France-KLM, France Télévisions, Française des Jeux, La Poste, Orange e molte altre ancora.

### Svezia
Lo Stato svedese possiede il Systembolaget.